# Drogarias Pacheco
A Drogarias Pacheco é uma rede de farmácia brasileira controlada pelo Grupo DPSP (Drogarias Pacheco e Drogaria São Paulo), segunda maior rede varejista de farmácias do Brasil.
Fundada na cidade do Rio de Janeiro, a Drogarias Pacheco é líder de mercado no estado e foi eleita em 2015 pela 6ª vez consecutiva “A marca dos cariocas”, pelo jornal O Globo.

## História

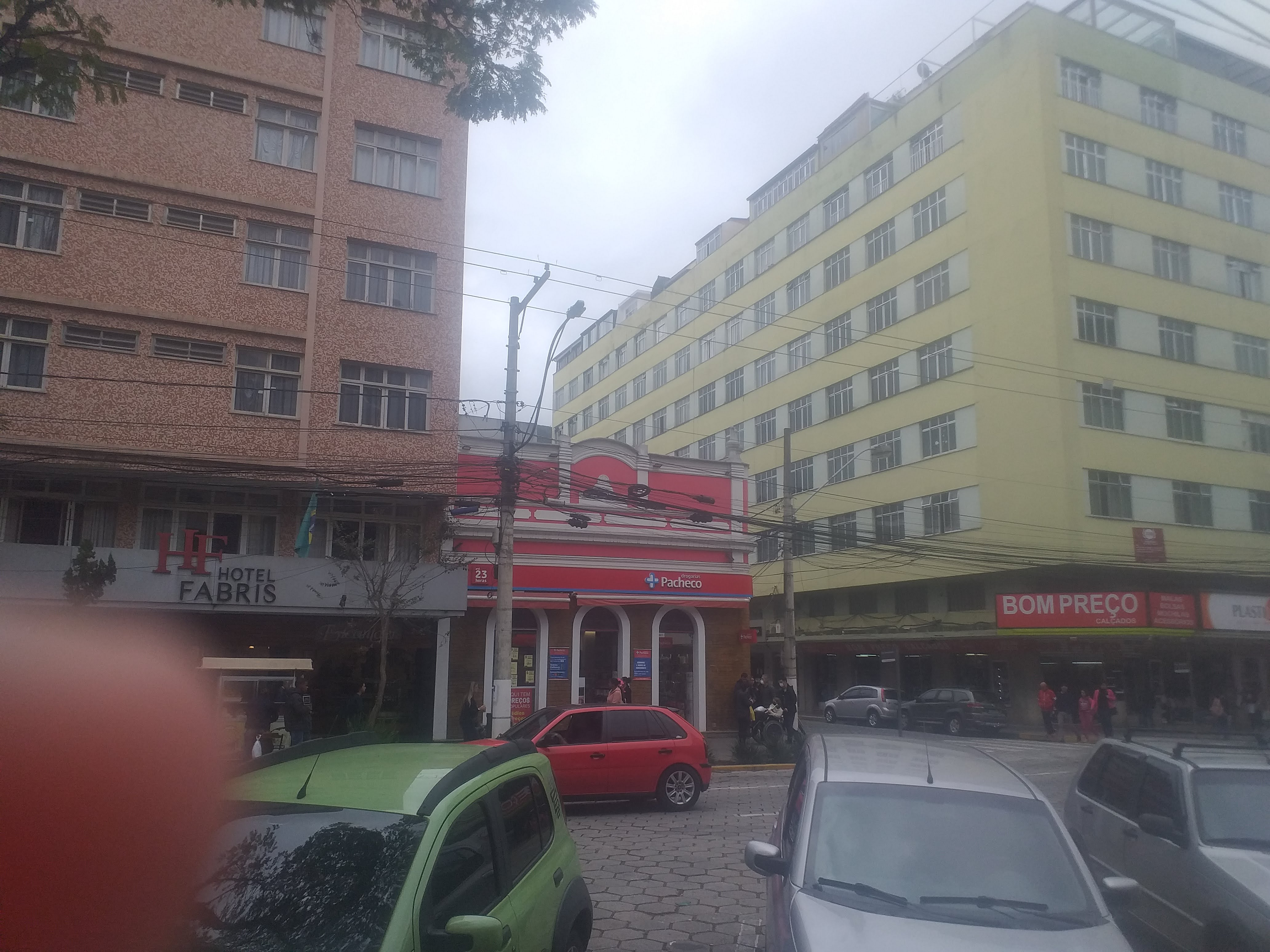
Drogaria Pacheco em Nova Friburgo

A Drogarias Pacheco foi fundada em 1892 na cidade do Rio de Janeiro pelo empresário José Magalhães Pacheco.
Em 1974, o empresário Samuel Barata adquiriu uma distribuidora de produtos farmacêuticos fundada em 1941 por um ex-funcionário da primeira unidade da Drogarias Pacheco, Jamyr Vasconcellos. Mais tarde, Barata compra também a marca Drogarias Pacheco de José Magalhães, sendo responsável pelo crescimento da rede.
Com a expansão nas mãos de Barata, a empresa chegou à posição de maior rede de farmácias no estado do Rio de Janeiro e 4ª maior do país, com unidade nos estados de Minas Gerais, Paraná, Goiás, Distrito Federal e Espírito Santo. Em 2010, a Drogarias Pacheco registrou faturamento anual de R$ 1,8 bilhão.

### Fusão com a Drogaria São Paulo
Em agosto de 2011, a Drogarias Pacheco e a Drogaria São Paulo realizaram um acordo de fusão de suas operações criando a maior rede varejista de produtos farmacêuticos do Brasil, o Grupo DPSP, formada por 691 drogarias e R$ 4,4 bilhões em faturamento.
Em 2013, dois anos após a fusão, o crescimento do grupo formado pela Drogarias Pacheco e Drogaria São Paulo foi de 13%.

## Campanhas Sociais

### Campanha de doação de sangue
A Drogarias Pacheco realiza a campanha de Doação de sangue desde 2013. Em dois anos de campanha, mais de 422 funcionários fizeram doações, alcançando quase 1700 pessoas beneficiadas.

### Campanha de doação de agasalhos
Campanha anual que arrecadou, entre 2012 e 2015, mais de 7.500 sacos de 100 litros de roupas com doações realizadas nas lojas dos estados do Rio de Janeiro, Goiás, Espírito Santo, Minas Gerais, Paraná e no Distrito Federal.

### Doação de brinquedos
Anualmente a Drogarias Pacheco promove a campanha de doação de brinquedos que são destinados a instituições, creches e ONGs localizadas nos estados de Rio de Janeiro, Goiás, Espírito Santo, Minas Gerais, Distrito Federal e Paraná. Em 2014, 28 mil brinquedos foram arrecadados, sendo 67 mil unidades desde sua primeira edição.

### Doação de medicamentos
Em 2015, a Drogarias Pacheco doou R$100 mil em medicamentos para a prefeitura de Mariana (MG) em apoio à população local após desastre ambiental ocorrido na cidade.

### Projeto do Hospital Pequeno Príncipe
Apoio ao Projeto Pelo Direito à Vida que possibilita o financiamento de melhorias nos serviços prestados aos pacientes e seus familiares pelo Complexo Pequeno Príncipe. O projeto contou também com a inclusão do nome Drogarias Pacheco em uma das alas do principal Centro Cirúrgico do hospital.

### Doação de ambulâncias
A Drogarias Pacheco realiza doações de ambulância zero quilômetro em apoio a instituições e hospitais da comunidade.